# Xiuladora modesta
La xiuladora modesta (Pachycephala modesta) és un ocell de la família dels paquicefàlids (Pachycephalidae).

## Hàbitat i distribució
Habita els boscos de les muntanyes de Nova Guinea, des de la serralada Victor Emanuel, cap a l'est fins als districtes sud-orientals.